# Wonsees
Wonsees è un comune tedesco di 1 161 abitanti, situato nel land della Baviera.